# Ctypansa declinata
Ctypansa declinata là một loài bướm đêm trong họ Noctuidae.